# Бішкек
Бішке́к (кирг. Бишкек) — столиця Киргизстану й найбільше місто країни. Становить особливу адміністративну одиницю. Населення — 1,145 млн осіб (2023). Площа — 170 км².
Місто засноване 1825 року як кокандська фортеця. 1862 року фортеця була захоплена російською армією. З 1862 до 1926 рік місто мало назву Пішпек, з 1926 до 1991 рік — Фрунзе. З 14 жовтня 1924 до 25 травня 1925 року місто було адміністративним центром Кара-Киргизької автономної області, з 25 травня 1925 до 1 лютого 1926 року — Киргизької автономної області, з 1 лютого 1926 до 4 грудня 1936 року — Киргизької Автономної Соціалістичної Радянської Республіки, з 5 грудня 1936 до 31 серпня 1991 року — Киргизької Радянської Соціалістичної Республіки.
Місто розташоване на півночі Киргизстану, в Чуйській долині, у передгір'ях Тянь-Шаня, за 40 км північніше Киргизького Ала-Тоо, за 25 км від кордону з Казахстаном. На відміну від південних районів країни, у м. Бішкек проживає великий відсоток росіян і зросійщених киргизів.

## Географія
Бішкек розташований у центрі Чуйської долини, біля підніжжя хребтів киргизького Ала-тоо, на висоті 750—900 метрів над рівнем моря.
Через місто протікають річки Ала-Арча, Аламедін, Великий Чуйський Канал.

## Клімат
Бішкек за кліматичними умовами займає крайнє південне положення в континентальній області клімату помірних широт.
Клімат в Бішкеку різко континентальний, середньорічна температура повітря +11,3 °C. Найхолодніший місяць — січень (-2,6 °С), найтепліший — липень (+24,9 °C). Середня місячна відносна вологість зростає від 45 % у серпні до 75 % у січні і лютому, середньорічна відносна вологість дорівнює 62 %.
| Клімат Бішкека | Клімат Бішкека | Клімат Бішкека | Клімат Бішкека | Клімат Бішкека | Клімат Бішкека | Клімат Бішкека | Клімат Бішкека | Клімат Бішкека | Клімат Бішкека | Клімат Бішкека | Клімат Бішкека | Клімат Бішкека | Клімат Бішкека |
| Показник | Січ.           | Лют.           | Бер.           | Квіт.          | Трав.          | Черв.          | Лип.           | Серп.          | Вер.           | Жовт.          | Лист.          | Груд.          | Рік            |
| Абсолютний максимум, °C | 19,2           | 25,3           | 30,5           | 34,7           | 35,6           | 40,9           | 42,8           | 39,7           | 36,8           | 34,1           | 27,9           | 23,3           | 42,8           |
| Середній максимум, °C | 3,2            | 4,9            | 11,2           | 18,5           | 23,6           | 29,0           | 31,7           | 30,9           | 25,5           | 17,8           | 11,0           | 5,0            | 17,7           |
| Середня температура, °C | −2,6           | −0,8           | 5,3            | 12,3           | 17,4           | 22,4           | 24,9           | 23,8           | 18,5           | 11,0           | 4,7            | −0,9           | 11,3           |
| Середній мінімум, °C | −7,1           | −5,2           | 0,4            | 6,4            | 11,1           | 15,6           | 17,9           | 16,4           | 11,3           | 5,0            | −0,1           | −5,1           | 5,6            |
| Абсолютний мінімум, °C | −31,9          | −34            | −21,8          | −12,3          | −5,5           | 2,4            | 7,4            | 5,1            | −2,8           | −11,2          | −32,2          | −29,1          | −34            |
| Середня кількість сонячних годин на місяць                                                                                           | 137            | 128            | 153            | 194            | 261            | 306            | 332            | 317            | 264            | 196            | 144            | 114            | 2546           |
| Норма опадів, мм | 26             | 35             | 55             | 67             | 61             | 34             | 21             | 13             | 19             | 45             | 42             | 35             | 453            |
| Днів з дощем | 3              | 5              | 9              | 12             | 13             | 10             | 10             | 6              | 6              | 8              | 7              | 4              | 93             |
| Днів зі снігом | 9              | 9              | 5              | 2              | 0,3            | 0              | 0              | 0              | 0              | 1              | 4              | 7              | 37             |
| Вологість повітря, % | 75             | 75             | 71             | 63             | 60             | 50             | 46             | 45             | 48             | 62             | 70             | 75             | 62             |
| --- | -------------- | -------------- | -------------- | -------------- | -------------- | -------------- | -------------- | -------------- | -------------- | -------------- | -------------- | -------------- | -------------- |
| Джерело: Клімат Бішкека / Pogoda ru net Frunze (Bishkek) Climate Normals 1961–1990 / National Oceanic and Atmospheric Administration |                |                |                |                |                |                |                |                |                |                |                |                |                |

## Адміністративний поділ
- Ленінський район
- Октябрський район
- Первомайський район
- Свердловський район

## Транспорт

### Громадський транспорт
Громадський транспорт містить автобуси, електричні тролейбуси та громадські мікроавтобуси (відомі російською мовою як маршрутки). Перші автобуси та тролейбуси в Бішкеку були введені в 1934 і 1951 роках відповідно.
Таксі можна знайти по всьому місту.
Місто розглядає можливість проєктування та будівництва системи швидкісного трамвая..

### Автобуси приміського та міжміського сполучення
У Бішкеку два головних автовокзали. Менший старий Східний автовокзал є головним чином терміналом для мікроавтобусів, що прямують до різних пунктів призначення у східних передмістях, таких як Кант, Токмок, Кемін, Іссик-Ата або прикордонний перехід Кордай, а також за їх межі.
Міжміські регулярні автобуси та мікроавтобуси до всіх куточків країни, а також до Алмати (найбільшого міста сусіднього Казахстану) та Кашгару (Китай) здійснюються переважно з новішого великого Західного автовокзалу; лише менша кількість рейсів здійснюється зі Східного автовокзалу.
Базар «Дордой» на північно-східній околиці міста також містить імпровізовані термінали для частих маршруток до приміських міст у всіх напрямках (від Сокулука на заході до Токмака на сході) і до деяких автобусів, що везуть торговців до Казахстану та Сибіру.

### Залізниця
Станом на 2007 рік на залізничну станцію Бішкек-2 ходить лише кілька поїздів на день. Він пропонує популярне триденне залізничне сполучення з Бішкека до Москви.
Існують також поїзди далекого прямування, які відправляються до Сибіру (Новосибірськ і Новокузнецьк), через Алмати за маршрутом ТуркСіб, і до Єкатеринбурга на Уралі, через Астану.Ці поїзди йдуть дуже повільно (понад 48 годин до Єкатеринбурга) через тривалі зупинки на кордоні та непрямий маршрут (поїзди спочатку повинні пройти на захід понад 100 кілометрів, перш ніж вони вийдуть на основну лінію ТуркСибу і зможуть продовжити рух на схід або північ). Наприклад, восени 2008 року поїзд № 305 Бішкек-Єкатеринбург мав добиратися до вузлової станції Шу за 11 годин, відстань близько 269 км залізницею тта менш ніж половина цієї відстані трасою.

### Повітряний транспорт
Місто обслуговується міжнародним аеропортом Манас (код IATA FRU), розташованим на відстані приблизно 25 км на північний захід від центру міста.
У 2001 році Сполучені Штати отримали право використовувати міжнародний аеропорт «Манас» як авіабазу для військових операцій в Афганістані та Іраку. Згодом Росія (2003) створила власну авіабазу (Авіабаза Кант) поблизу міста Кант, приблизно за 20 кілометрів Канта на схід від Бішкека. Вона базується на об'єкті, який колись був головним радянським військовим навчальним закладом з підготовки військових льотчиків; один з її студентів, Хосні Мубарак, пізніше став президентом Єгипту.

## Преса
- Вечерний Бишкек
- МСН
- Слово Кыргызстана
- Супер-Инфо
- Тамчы
- Кирпи
- Дело №…
- Аалым
- Агым
- Кылмыш жана жаза (Преступление и наказание)
- Кыргыз Руху (Дух кыргызов)
- Кыргызстан маданияты
- Базар тамыры
- Мааян (єврейська)
- Ильчи (корейська)
- Иттипак (уйгурська)

## Наука і освіта
Бішкек є найбільшим науково-освітнім центром Киргизії. У Бішкеку знаходяться:
- Національна академія наук Киргизької Республіки
- Киргизький національний університет імені Жусупа Баласагина
- Киргизький державний технічний університет імені Исхака Раззакова (колишній Фрунзенський політехнічний інститут)
- Міжнародний університет інноваційних технологій
- Киргизький державний інститут мистецтв імені Б.Бейшеналієва
- Бішкекський гуманітарний університет ім. К. Карасаева
- Киргизький економічний університет ім. М. Рискулбекова
- Киргизький державний університет будівництва, транспорту і архітектури
- Киргизький аграрний університет імені К. Скрябіна (колишній Сільськогосподарський інститут імені К. Скрябіна)
- Киргизька державна медична академія імені І. К. Ахунбаєва
- Киргизько-Російський слов'янський університет
- Американський університет в Центральній Азії
- Міжнародний університет Киргизстану
- Міжнародний університет «Ататюрк-Ала-Тоо»
- Киргизько-Турецький університет «Манас»
- Бішкекська фінансово-економічна академія
- Киргизька академія туризму
- Вищий Військовий інститут Збройних Сил Киргизької Республіки
- Міжнародна академія управління, права, фінансів і бізнесу
- Киргизька академія фізичної культури та спорту

## Релігія

### Іслам
У Бішкеку діє 50 мечетей. Здійснюють діяльність понад 10 ісламських релігійних фондів та товариств, один Ісламський університет. Працює Центральна мечеть, Дунганська мечеть, збудована нова Центральна мечеть на 20 тисяч парафіян за кошти Туреччини та Йорданії.

### Християнство
Російська православна церква має 4 храми. У місті є громада Російської православної Старообрядницької Церкви, громада давньоправославних Християн-поморців (старовірів-поморців). Діють церкви католицького та протестантського спрямування.

## Культура
Бібліотеки:
- Національна бібліотека ім. Аликула Осмонова
- Республіканська публічна бібліотека ім. Н. Г. Чернишевського

Театри:
- Киргизький Національний академічний театр опери та балету імені А. Малдибаєва
- Киргизький Національний академічний драматичний театр імені Т. Абдимомунова
- Державний академічний російський театр драми імені Ч. Айтматова
- Киргизький державний театр молоді та юного глядача імені Б. Кидикеєвої
- Киргизький державний театр ляльок імені М. Джангазієва
- Бішкецький міський драматичний театр імені А. Омуралієва
- Молодіжний театр «Тунгуч»
- Телетеатр «Учур»

Музеї:
- Киргизький державний історичний музей
- Національний музей мистецтв імені Гапара Айтієва
- Музей національної академії мистецтв ім. Т. Садикова
- Зоологічний музей Біолого-ґрунтового інституту Національної академії наук.
- Археологічний музей Національної академії наук (спеціалізований)
- Музей мінералогії
- Геологічний музей Інституту гірничої справи та гірничих технологій
- Киргизький державний меморіальний будинок-музей М. В. Фрунзе Меморіальний будинок-музей ім. І. Раззакова. І. Раззакова
- Меморіальний будинок-музей ім. Аали Токомбаєва. Аали Токомбаєва
- Меморіальний будинок-музей С. А. Чуйкова
- Меморіальний будинок-музей О. М. Мануйлової

У столиці розташовується кіностудія «Киргизфільм». А також Киргизька національна філармонія імені Т. Сатилганова.

## Спорт
Флагманом Бішкека є футбольний клуб «Дордой» — один із найтитулованіших клубів столиці та всієї країни: 11-разовий чемпіон Киргизстану, 10-разовий володар Кубка Киргизстану, 2-разовий переможець Кубка Президента АФК, 4-кратний володар Суперкубка Киргизстану.
У Бішкеку поширені різні спортивні єдиноборства, наприклад: самбо, карате та інші.
Найзначніші місця киргизької столиці у спортивному плані:
- Палац спорту імені Кожомкула;
- стадіон «Спартак»;
- Національний іподром ;
- Школа кінного спорту;
- Школа олімпійського резерву;
- Інститут фізкультури

## Галерея

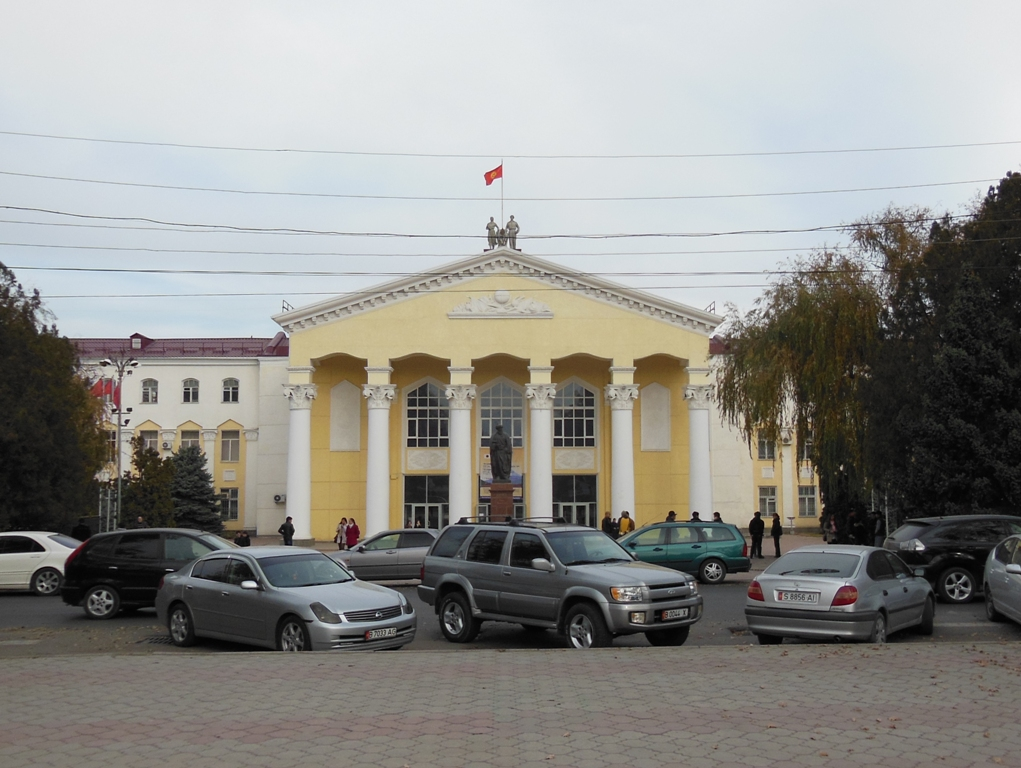
Киргизький національний університет
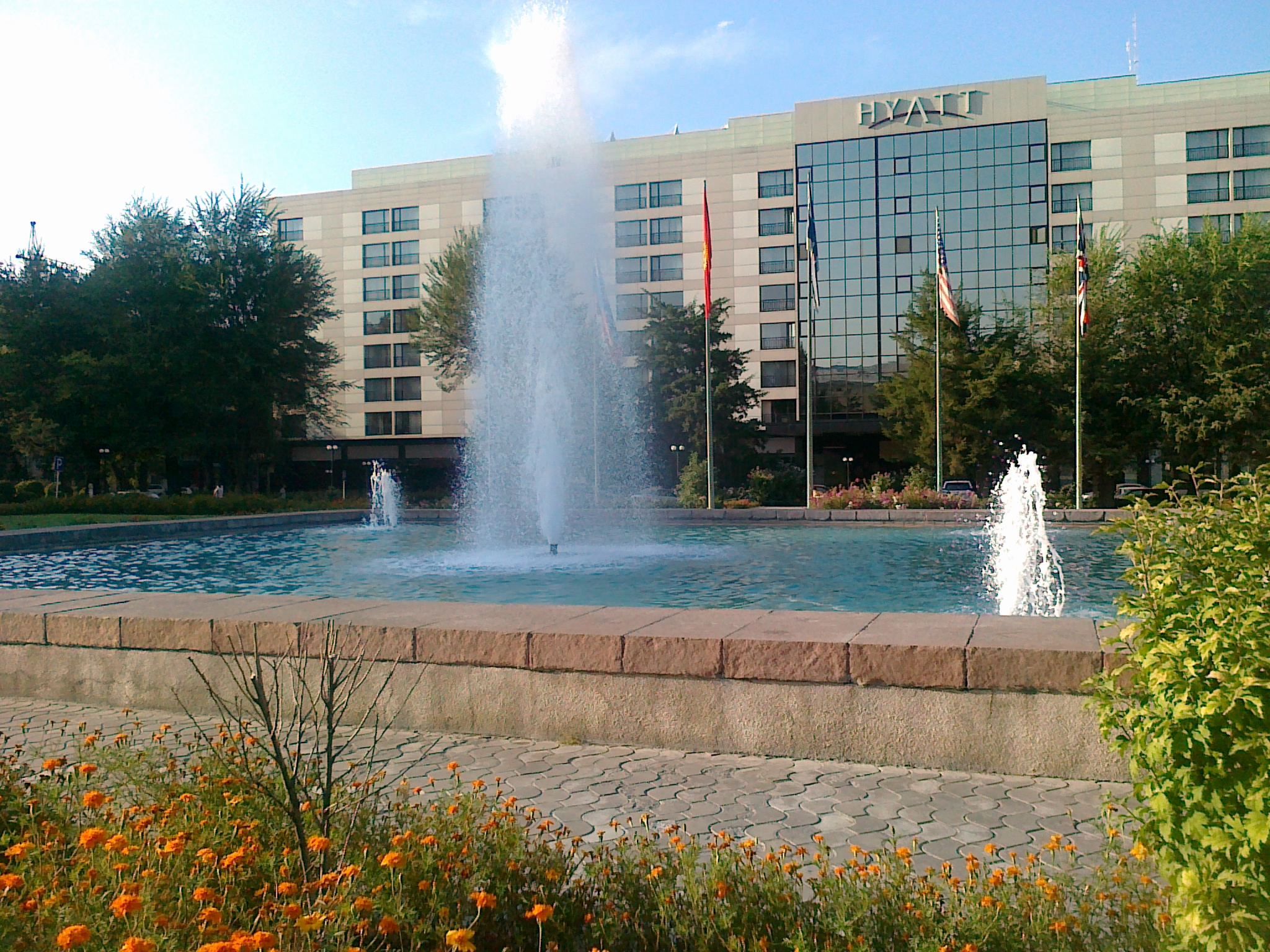
Театральна площа
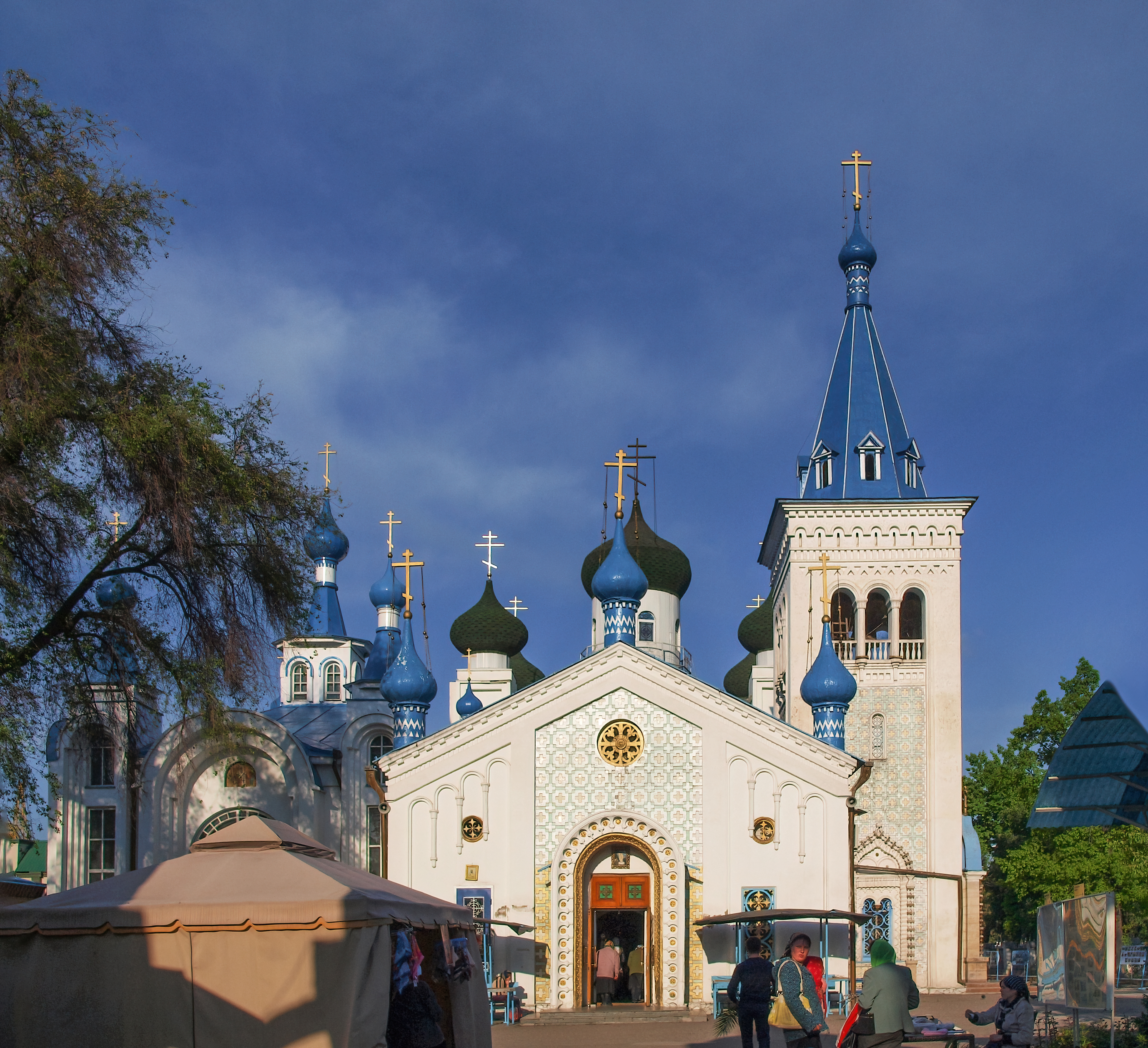
Воскресенський собор
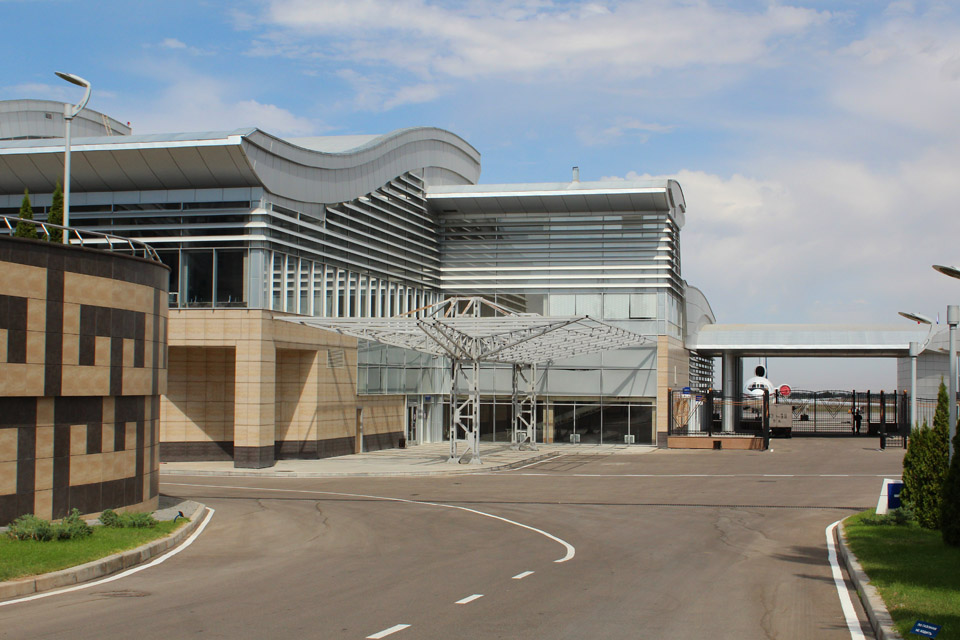
Міжнародний аеропорт «Манас»
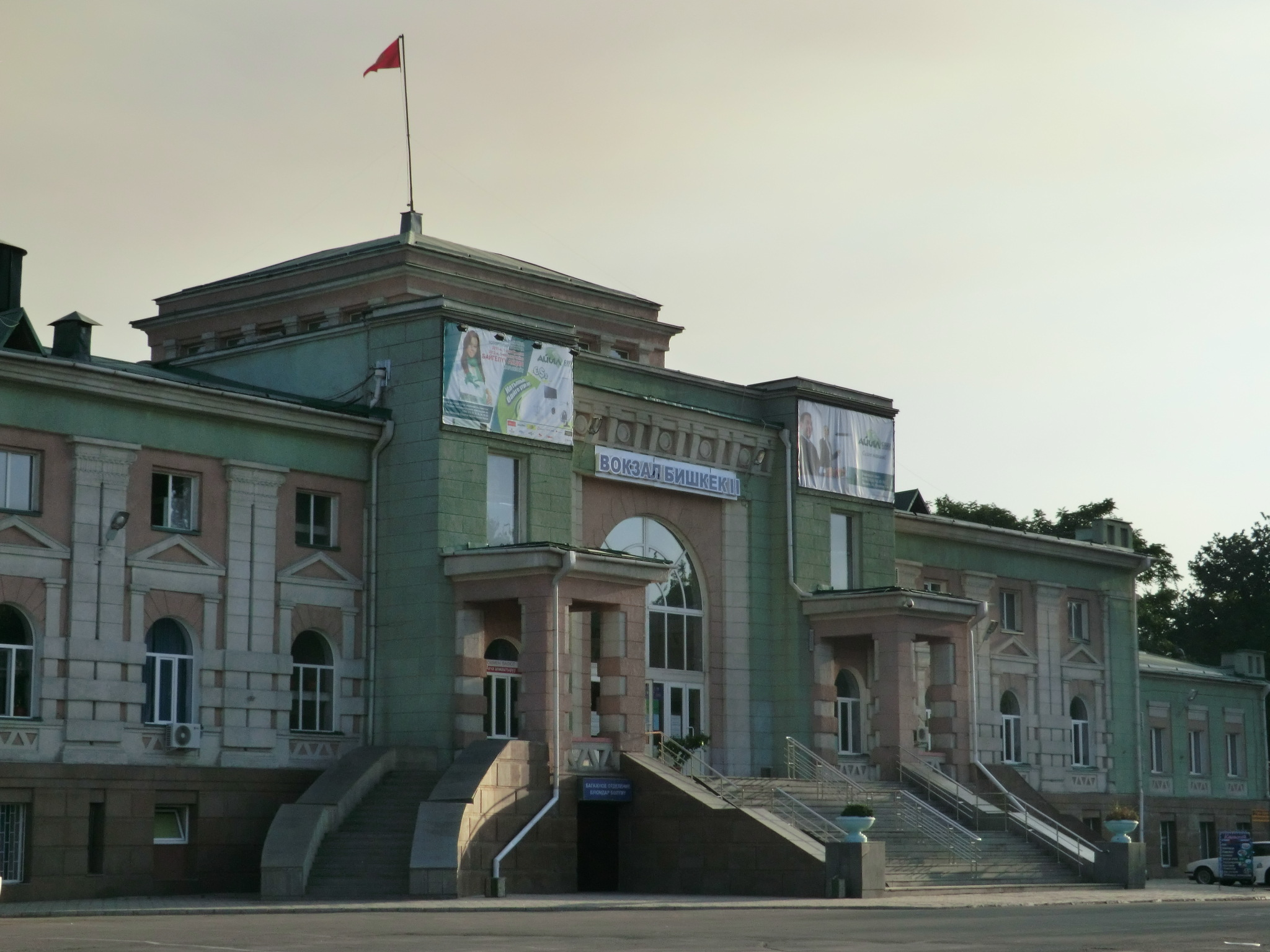
Залізничний вокзал

## Міжнародні відносини

### Міста-побратими
- Алмати, Казахстан (з 12 грудня 1997);
- Астана, Казахстан (з 2011)[10];
- Баку, Азербайджан (з 2022)[11];
- Ізмір, Туреччина (з 1994)[12];
- Мінськ, Білорусь (з 11 жовтня 2008);
- Колорадо-Спрінгс, США (з 1994);
- Тегеран, Іран (з 23 травня 1994)[13];
- Казвін, Іран (з 14 квітня 2003);
- Хемніц, Німеччина (з 19 березня 1997);
- Кумі, Південна Корея (з 14 серпня 1991);
- Тегу, Південна Корея (з 13 квітня 2016);
- Льєж, Бельгія (з 23 жовтня 2012)[14];
- Доха, Катар (с 8 грудня 2014);
- Ухань, Китай (з 22 липня 2016);
- Уфа, Росія (з 13 липня 2017 года);
- Ашгабат, Туркменістан (з 2018);
- Єкатеринбург, Росія (з 8 грудня 2022).

### Міста-партнери
- Урумчі, Китай (з 8 вересня 1992);
- Пекін, Китай (з 20 березня 1995);
- Їньчуань, Китай (з 23 травня 2000);
- Гуанчжоу, Китай (з 1 грудня 2004);
- Міас, Росія (з 7 вересня 1993);
- Москва, Росія (з 6 серпня 1997);
- Казань, Росія (з 3 вересня 1998);
- Бухара, Узбекистан (з 4 вересня 1993);
- Ташкент, Узбекистан (з 30 жовтня 1996);
- Анкара, Туреччина (з 20 червня 1992);
- Каунас, Литва (з 18 червня 1993);
- Київ, Україна (з 2 жовтня 1997);
- Будапешт, Угорщина (з 25 червня 2003);
- Амман, Йорданія (з 18 квітня 2006);
- Пхохан, Південна Корея (з 3 березня 2009).

### Регіони-партнери
- Чуйська область, Киргизстан (з березня 1993);
- Іссик-Кульська область, Киргизстан (з вересня 1993);
- Челябінська область, Росія (з жовтня 1996);
- Самаркандська область, Узбекистан (з вересня 1993).

## Відомі люди

### Уродженці
- Фрунзе Михайло Васильович (1885—1925) — революціонер та радянський воєначальник
- Величко Наталія Яківна (1941—2022) — радянська і російська акторка театру і кіно, кінорежисер
- Поклад Ігор Дмитрович (* 1941) — український композитор та опермейстер
- Дінара Асанова (1942—1985) — радянська російська актриса і кінорежисер
- Циганова Наталія Петрівна (* 1971) — українська та російська спортсменка-легкоатлетка
- Матяш Павло Вікторович (* 1987) — киргизький футболіст
- Погорілий Микола Ігорович (1985—2024) — військовик Збройних сил України, учасник російсько-української війни.